# Llanidloes Without
Llanidloes Without (en anglais) ou Llanidloes Allanol (en gallois) est une communauté du Powys, au pays de Galles.

## Géographie
La communauté de Llanidloes Without se trouve dans le nord-ouest du Powys, dans le comté historique du Montgomeryshire. Comme son nom l'indique, elle se situe autour de la ville de Llanidloes, qu'elle entoure à l'ouest, au nord et à l'est. Le réservoir de Clywedog (en), au nord, la sépare de la communauté de Trefeglwys.
Les principaux villages et hameaux de la communauté sont Van / Y Fan, Oakley Park et Glan-y-nant. 

## Démographie
Au recensement de 2011, la communauté de Llanidloes Without comptait 661 habitants.